# John T. Myers (politico)
John Thomas Myers (Covington, 8 febbraio 1927 – Covington, 27 gennaio 2015) è stato un politico statunitense, membro della Camera dei Rappresentanti per lo stato dell'Indiana dal 1967 al 1997.

## Biografia
Nato a Covington, Indiana, Myers ha frequentato il liceo di Covington, diplomandosi nel 1945, e successivamente ha conseguito un Bachelor of Science presso l'Università statale dell'Indiana nel 1951. Myers ha servito lo United States Army tra il 1945 ed il 1946, era un ufficiale cassiere e dopo l'esercito ha lavorato come agricoltore nella Contea di Fountain.
È stato eletto al Congresso nel 1966 per poi essere stato rieletto ben quattordici più volte, ed è rimasto in carica dal 1967 fino al suo pensionamento, nel 1997. Anche se membro repubblicano della Commissione sugli Stanziamenti, dopo che i repubblicani ottennero la maggioranza alla Camera nel 1994, Myers è stato sostituito da Bob Livingston, decisione presa dal presidente della Camera Newt Gingrich. John Thomas Myers è morto nella sua casa di Covington il 27 gennaio 2015 alla veneranda età di 87 anni.